# نادیه مراد
نادیه مراد (کردی: نادیه موراد، عربی: نادیة مراد; زادهٔ ۱۹۹۳) دختری کرد از اقلیت دینی ایزدی اهل روستای کوجو در سنجار واقع در استان موصل است. او یکی از قربانیان داعش است. او در سال ۲۰۱۸ و به دلیل مبارزاتش علیه خشونت جنسی و استفاده از آن در جنگ‌ها به عنوان سلاح، به همراه دنیس موکویگی برنده جایزه صلح نوبل شد.

## ربوده شدن
داعش بعد از اشغال روستای کوجو بسیاری از اهالی و از جمله مادر و ۶ برادر نادیه را به قتل رساند. نادیه بعد از کشته شدن مادر و ۶ برادرش توسط داعش ربوده شد و در مدت اسارتش مورد انواع شکنجه و آزارها از جمله تجاوز جنسی قرار گرفت. او توانست بعد از مدتی از چنگ داعش فرار کرده و خودش را به یک مکان امن برساند.

## فعالیت‌ها
نادیه سپس به آلمان منتقل و تحت معالجه قرار گرفت. نادیه در اروپا در مصاحبه‌های تلویزیونی و ملاقات‌های دیپلماتیک بسیاری از جمله در شورای امنیت سازمان ملل شرکت کرد. او در سفر به مصر با سیسی رئیس‌جمهور این کشور و احمد الطیب شیخ الازهر در دسامبر ۲۰۱۵ ملاقات نمود و در کانال‌های تلویزیونی متعددی از جمله کانال القاهره، همراه با عمرو ادیب و در کانال البغدادیه با انور الحمدانی و در برنامه استودیو ۹ ظاهر شده و داستان ربوده شدنش توسط داعش را توضیح داد. او سپس با بروکوبیس بافلوبولوس رئیس‌جمهور یونان دیدار کرد. نادیه در راستای تکمیل پیام انسانیش که شامل درخواست آزادی ربوده شدگان ایزدی توسط داعش و حمایت از حقوق زنان و اطفال در تمامی نقاط جهان بود از هلند، سوئد، فرانسه، ایتالیا و ایالات متحده دیدار کرد. نادیه مراد در جریان این دیدار در حالی که ماجرای چگونگی کشته شدن مادر و شش تن برادرانش و نیز ناپدید شده سه هزار ایزدی در عراق را برای رئیس‌جمهوری شرح می‌داد ناگهان با این پرسش از سوی دونالد ترامپ مواجه شد که: «آنوقت به شما جایزه صلح نوبل دادند؟ جالب است. آنها به چه دلیل این جایزه را به شما دادند؟»

## کتاب خاطرات
خاطرات مراد، آخرین دختر: داستان من از اسارت، و نبرد من با دولت اسلامی، توسط انتشارات کرون در۷ نوامبر ۲۰۱۷ منتشر شد،  در آن او اسیر شدن و به بردگی گرفتن توسط داعش را توصیف می کند.
در نوامبر سال ۲۰۲۱، هیئت امنای مدرسه ناحیه تورنتو (تی دی اس بی) دیدار از قبل برنامه ریزی شده مراد با  دانش آموزان ۶۰۰  مدرسه مختلف را بخاطر آنکه محتوای کتابش را مبلغ اسلام هراسی دانست لغو کرد.

## جوایز
- در ژانویه ۲۰۱۶ نامزد دریافت جایزه صلح نوبل شد. او به این ترتیب به سمبلی از ظلمی که از طرف داعش به ایزدیان و به‌طور کلی مردم رفته بود تبدیل گردید. نادیه همچنین در صدر لیست کاندیداهای دریافت جایزه صلح نوبل در سال ۲۰۱۶ بود.
- نادیه در سال ۲۰۱۶ به همراه هموطنش لمیا حجی بشار که او هم یکی از دختران ایزدی ربوده شده توسط داعش بود به دریافت جایزه ساخاروف برای آزادی اندیشه نائل گردید.[۶][۷]
- جایزه صلح نوبل ۲۰۱۸